# Rifugio Cauriol
Das Rifugio Cauriol oder Rifugio Baita Cauriol ist eine privat geführte Schutzhütte im Lagorai im Trentino. Die in der Regel von Mitte Juni bis Mitte Oktober geöffnete Hütte verfügt über 18 Schlafplätze.

## Lage und Umgebung
Die Hütte liegt im mittleren Val Sàdole, einem bei Ziano di Fiemme südlich abzweigenden Seitentals des Fleimstal, auf 1600 m s.l.m. Das Rifugi Cauriol ist Etappenziel des Fernwanderweges Translagorai. Es ist Ausgangspunkt und Stützpunkt für Wanderungen und Besteigungen im zentralen Bereich des Lagorai, wie dem Monte Cauriol (2494 m), Busa Alta (2513 m) und Cardinal (2481 m).

## Geschichte
Das Rifugio Cauriol wurde 1968 von Aldo Zorzi eröffnet, der die Schutzhütte bis in die 1990er Jahre führte. Sie entstand in einem bereits bestehenden Wirtschaftsgebäude der gegenüberliegenden Alm Sadole, das bei den katastrophalen Novemberunwettern 1966 von dem an der Hütte vorbeiführenden Rio Sadole schwer in Mitleidenschaft gezogen worden war. In der Hütte sind Kriegsrelikte aus dem Ersten Weltkrieg von der Gebirgsfront im Lagorai ausgestellt, insbesondere von dem schwer umkämpften Monte Cauriol, die von Aldo Zorzi gesammelt wurden. Die ausgestellte Sammlung ist Teil des Museumsverbundes Rete Trentino Grande Guerra. Das Rifugio Baita Cauriol wurde mehrmals renoviert und 2019 erweitert.

## Zugänge
- Parkplatz Schotterstraße von Ziano di Fiemme, 1520 m ⊙ auf Schotterstraße in 15 Minuten

## Nachbarhütten und Übergänge
- Zum Rifugio Refavaie, 1116 m ⊙ auf Weg 320 in 3 ½ Stunden
- Zum Bivacco Paolo e Nicola, 2180 m ⊙ auf Weg 349 in 6 Stunden
- Zur Malga Val Cion, 1973 m ⊙ auf Weg 320, 301, 316 in 5 Stunden
- Zum Bivacco Malga Cupola, 1544 m ⊙ auf Weg 320 in 2 ½ Stunden